# Саммерленд
Саммерленд (англ. Summerland) — окружний муніципалітет в Канаді, у провінції Британська Колумбія, у складі регіонального округу Оканаган-Сімілкамін.

## Населення
За даними перепису 2016 року, окружний муніципалітет нараховував 11615 осіб, показавши зростання на 3,0%, порівняно з 2011-м роком. Середня густина населення становила 156,8 осіб/км².
З офіційних мов обидвома одночасно володіли 775 жителів, тільки англійською — 10 505, тільки французькою — 5, а 45 — жодною з них. Усього 1150 осіб вважали рідною мовою не одну з офіційних, з них 35 — українську.
Працездатне населення становило 56,2% усього населення, рівень безробіття — 7,9% (8,7% серед чоловіків та 7,3% серед жінок). 78,2% осіб були найманими працівниками, а 20,9% — самозайнятими.
Середній дохід на особу становив $43 941 (медіана $32 494), при цьому для чоловіків — $51 868, а для жінок $36 770 (медіани — $40 896 та $27 334 відповідно).
29,1% мешканців мали закінчену шкільну освіту, не мали закінченої шкільної освіти — 14,1%, 56,9% мали післяшкільну освіту, з яких 30,6% мали диплом бакалавра, або вищий, 55 осіб мали вчений ступінь.
| Статево-вікова структура населення | Статево-вікова структура населення | Статево-вікова структура населення | Статево-вікова структура населення | Статево-вікова структура населення |
| ---------------------------------- | ---------------------------------- | ---------------------------------- | ---------------------------------- | ---------------------------------- |
|                                    |                                    |                                    |                                    |                                    |
| Всього                             | Всього                             | 46,9%53,1%                         |                                    |                                    |
| 0 — 14 років                       | 0 — 14 років                       |                                    | 12,3%                              | 12,3%                              |
| 15 — 64 років                      | 15 — 64 років                      |                                    | 57,3%                              | 57,3%                              |
| 65 і більше                        | 65 і більше                        |                                    | 30,3%                              | 30,3%                              |
| 85 і більше                        | 85 і більше                        |                                    | 5,3%                               | 5,3%                               |
| 100 і більше                       | 100 і більше                       |                                    | 0%                                 | 0%                                 |
| Середній вік (років)               | Середній вік (років)               | 49,250,4                           | 49,8                               | 49,8                               |
| Медіана (років)                    | Медіана (років)                    | 54,455,1                           | 54,8                               | 54,8                               |
| — чоловіки — жінки                 |                                    |                                    |                                    |                                    |

| Походження мешканців:     | Походження мешканців:     | Походження мешканців: | Походження мешканців: | Походження мешканців: |
| ------------------------- | ------------------------- | --------------------- | --------------------- | --------------------- |
| Походження                |                           |                       | осіб                  | %                     |
| Корінні американці        | Корінні американці        |                       | 735                   | 6.62%                 |
| Інше північноамериканське | Інше північноамериканське |                       | 2 690                 | 24.25%                |
| Європейське               | Європейське               |                       | 9 755                 | 87.92%                |
| британське                | британське                |                       | 6 570                 | 59.22%                |
| французьке                | французьке                |                       | 1 360                 | 12.26%                |
| українське                | українське                |                       | 755                   | 6.8%                  |
| Латинськоамериканське     | Латинськоамериканське     |                       | 85                    | 0.77%                 |
| Карибське                 | Карибське                 |                       | 25                    | 0.23%                 |
| Африканське               | Африканське               |                       | 40                    | 0.36%                 |
| Азійське                  | Азійське                  |                       | 400                   | 3.61%                 |
| Океанійське               | Океанійське               |                       | 70                    | 0.63%                 |

| Зайнятість населення за галузями (за класифікацією NOC): | Зайнятість населення за галузями (за класифікацією NOC): | Зайнятість населення за галузями (за класифікацією NOC): | Зайнятість населення за галузями (за класифікацією NOC): | Зайнятість населення за галузями (за класифікацією NOC): |
| -------------------------------------------------------- | -------------------------------------------------------- | -------------------------------------------------------- | -------------------------------------------------------- | -------------------------------------------------------- |
|                                                          |                                                          |                                                          |                                                          |                                                          |
| Управління                                               | Управління                                               |                                                          | 13%                                                      | 13%                                                      |
| Бізнес, фінанси та адміністрування                       | Бізнес, фінанси та адміністрування                       |                                                          | 14,2%                                                    | 14,2%                                                    |
| Природничі та прикладні науки                            | Природничі та прикладні науки                            |                                                          | 6,2%                                                     | 6,2%                                                     |
| Охорона здоров'я                                         | Охорона здоров'я                                         |                                                          | 9,4%                                                     | 9,4%                                                     |
| Освіта, правозахист, муніципальні та урядові служби      | Освіта, правозахист, муніципальні та урядові служби      |                                                          | 10,5%                                                    | 10,5%                                                    |
| Мистецтво, культура, відпочинок та спорт                 | Мистецтво, культура, відпочинок та спорт                 |                                                          | 3%                                                       | 3%                                                       |
| Роздрібна торгівля та послуги                            | Роздрібна торгівля та послуги                            |                                                          | 21,6%                                                    | 21,6%                                                    |
| Гуртова торгівля, транспорт та обладнання                | Гуртова торгівля, транспорт та обладнання                |                                                          | 15,1%                                                    | 15,1%                                                    |
| Природні ресурси, сільське господарство                  | Природні ресурси, сільське господарство                  |                                                          | 4,8%                                                     | 4,8%                                                     |
| Виробництво                                              | Виробництво                                              |                                                          | 2,3%                                                     | 2,3%                                                     |

## Клімат
Середня річна температура становить 8,2°C, середня максимальна – 23,4°C, а середня мінімальна – -10,5°C. Середня річна кількість опадів – 346 мм.
| Клімат поселення                              | Клімат поселення | Клімат поселення | Клімат поселення | Клімат поселення | Клімат поселення | Клімат поселення | Клімат поселення | Клімат поселення | Клімат поселення | Клімат поселення | Клімат поселення | Клімат поселення | Клімат поселення |
| Показник                                      | Січ.             | Лют.             | Бер.             | Квіт.            | Трав.            | Черв.            | Лип.             | Серп.            | Вер.             | Жовт.            | Лист.            | Груд.            |                  |
| Середній максимум, °C                         | 3,34             | 6,54             | 10,76            | 15,12            | 19,55            | 23,41            | 22,80            | 22,76            | 17,57            | 11,08            | 4,81             | 0,65             |                  |
| Середня температура, °C                       | −3,56            | −0,37            | 3,85             | 8,21             | 12,64            | 16,49            | 19,61            | 19,57            | 14,37            | 7,88             | 1,62             | −2,52            |                  |
| Середній мінімум, °C                          | −10,47           | −7,27            | −3,05            | 1,29             | 5,73             | 9,59             | 16,42            | 16,37            | 11,17            | 4,67             | −1,6             | −5,71            |                  |
| Норма опадів, мм                              | 32               | 22               | 21               | 24               | 34               | 42               | 32               | 29               | 23               | 21               | 31               | 35               |                  |
| Середньомісячна швидкість вітру, м/с          | 2.20             | 2.10             | 2.50             | 2.66             | 2.50             | 2.50             | 2.41             | 2.30             | 2.11             | 2.20             | 2.30             | 2.20             |                  |
| Середньомісячна сонячна радіація, кДж/м²·день | 3320             | 6630             | 11465            | 16370            | 20051            | 21658            | 23020            | 19720            | 14207            | 8153             | 3848             | 2656             |                  |
| --------------------------------------------- | ---------------- | ---------------- | ---------------- | ---------------- | ---------------- | ---------------- | ---------------- | ---------------- | ---------------- | ---------------- | ---------------- | ---------------- | ---------------- |
| Джерело:                                      |                  |                  |                  |                  |                  |                  |                  |                  |                  |                  |                  |                  |                  |